# Disuguaglianza di Hölder
In matematica la disuguaglianza di Hölder è un risultato basilare di analisi funzionale. Essa si è impiegata spesso nello studio degli spazi di funzioni noti come spazi Lp.
La disuguaglianza fu provata in una forma leggermente diversa da Leonard James Rogers nel 1888, e riscoperta indipendentemente da Otto Hölder nel 1889, dal quale prende il nome.

## La disuguaglianza
Sia {\displaystyle \Omega } uno spazio di misura con misura {\displaystyle \mu } e {\displaystyle p\geq 1}. Sia {\displaystyle p'\geq 1} l'esponente coniugato di {\displaystyle p}, ovvero quel numero tale che
{\displaystyle {1 \over p}+{1 \over p'}=1}
o equivalentemente tale che
{\displaystyle p+p'=pp'}
Si definisce inoltre  {\displaystyle p'=\infty } se {\displaystyle p=1}.
La disuguaglianza afferma che, date due funzioni misurabili {\displaystyle f\in L^{p}(\Omega )} e {\displaystyle g\in L^{p'}(\Omega )}, si ha che {\displaystyle fg\in L^{1}(\Omega )} e:
{\displaystyle \|fg\|_{1}\leq \|f\|_{p}\|g\|_{p'}}
Esplicitando la norma p-esima nel caso {\displaystyle p>1} si ottiene la scrittura
{\displaystyle \int _{\Omega }|fg|d\mu \leq \left[\int _{\Omega }|f|^{p}d\mu \right]^{1 \over p}\left[\int _{\Omega }|g|^{p'}d\mu \right]^{1 \over {p'}}}
La disuguaglianza coincide con la disuguaglianza di Cauchy-Schwarz per {\displaystyle p=p'=2}. Il numero {\displaystyle p'} è anche detto coniugato di Hölder di {\displaystyle p}.
Si dimostra che la disuguaglianza diviene un'uguaglianza se e solo se esistono due costanti {\displaystyle a} e {\displaystyle b}, non entrambe nulle, tali che:
{\displaystyle a|f|^{p}=b|g|^{p'}}
quasi ovunque in {\displaystyle \Omega }.

## Dimostrazione
Se uno dei due fattori del secondo membro (ad esempio {\displaystyle \|f\|_{p}}) è zero, allora vuol dire che {\displaystyle f=0} quasi ovunque; dunque anche {\displaystyle fg=0} quasi ovunque e quindi {\displaystyle \|fg\|_{1}=0} e il risultato vale con il segno di uguaglianza. Se uno dei due indici (ad esempio {\displaystyle p}) è {\displaystyle +\infty }, allora è {\displaystyle p'=1} e:
{\displaystyle |fg|\leq \|f\|_{\infty }|g|}
quindi il risultato viene per monotonia dell'integrale di Lebesgue.
Altrimenti, per la disuguaglianza di Young vale che:
{\displaystyle {\frac {|f(x)|}{\|f\|_{p}}}\cdot {\frac {|g(x)|}{\|g\|_{p'}}}\leq {\frac {1}{p}}\left({\frac {|f(x)|}{\|f\|_{p}}}\right)^{p}+{\frac {1}{p'}}\left({\frac {|g(x)|}{\|g\|_{p'}}}\right)^{p'}}
per quasi ogni {\displaystyle x\in \Omega }. Integrando entrambi i membri si ottiene:
{\displaystyle {\frac {1}{\|f\|_{p}\|g\|_{p'}}}\int _{\Omega }|fg|d\mu ={\frac {\|fg\|_{1}}{\|f\|_{p}\|g\|_{p'}}}\leq {\frac {\|f\|_{p}^{p}}{p\|f\|_{p}^{p}}}+{\frac {\|g\|_{p'}^{p'}}{p'\|g\|_{p'}^{p'}}}={\frac {1}{p}}+{\frac {1}{p'}}=1}

## Disuguaglianza di Hölder per numeri reali
Nel caso molto particolare dello spazio euclideo {\displaystyle \mathbb {R} ^{n}}, la disuguaglianza prende la seguente forma:
{\displaystyle \sum _{i=1}^{n}|x_{i}y_{i}|\leq \left(\sum _{i=1}^{n}|x_{i}|^{p}\right)^{\frac {1}{p}}\left(\sum _{i=1}^{n}|y_{i}|^{p'}\right)^{\frac {1}{p'}}}

### Dimostrazione alternativa
Posti:
{\displaystyle a_{i}={\frac {|x_{i}|}{\left(\sum |x_{j}|^{p}\right)^{\frac {1}{p}}}}}
e:
{\displaystyle b_{i}={\frac {|y_{i}|}{\left(\sum |y_{j}|^{p'}\right)^{\frac {1}{p'}}}}}
la disuguaglianza è:
{\displaystyle \sum _{i=1}^{n}a_{i}b_{i}\leq 1}
Dalla concavità della funzione logaritmo si ha:
{\displaystyle \ln(a_{i}b_{i})={\frac {1}{p}}\ln \left(a_{i}^{p}\right)+{\frac {1}{p'}}\ln \left(b_{i}^{p'}\right)\leq \ln \left({\frac {1}{p}}a_{i}^{p}+{\frac {1}{p'}}b_{i}^{p'}\right)}
quindi per monotonia:
{\displaystyle a_{i}b_{i}\leq {\frac {1}{p}}a_{i}^{p}+{\frac {1}{p'}}b_{i}^{p'}.}
Sommando sull'indice {\displaystyle i,} poiché {\displaystyle \sum _{i=1}^{n}a_{i}^{p}=1} e {\displaystyle \sum _{i=1}^{n}b_{i}^{p'}=1}, si ottiene la tesi.

## Generalizzazione
Si può generalizzare il risultato con una tecnica dimostrativa simile, prendendo un numero finito qualsiasi di fattori, con indici opportuni: siano {\displaystyle f_{1},\dots ,f_{k}} tali che {\displaystyle f_{i}\in L^{p_{i}}}, con:
{\displaystyle {\frac {1}{p}}=\sum _{i=1}^{k}{\frac {1}{p_{i}}}\leq 1}
Allora:
{\displaystyle f=f_{1}f_{2}\dots f_{k}\in L^{p}}
e si ha:
{\displaystyle \|f\|_{p}\leq \|f_{1}\|_{p_{1}}\|f_{2}\|_{p_{2}}\dots \|f_{k}\|_{p_{k}}}

### Generalizzazione nei numeri reali
Siano {\displaystyle (a_{11},\ldots ,a_{1n}),(a_{21},\ldots ,a_{2n}),\ldots ,(a_{m1},\ldots ,a_{mn})} m n-uple di numeri reali e siano {\displaystyle p_{1},\ldots ,p_{m}} dei reali tali che:
{\displaystyle {\frac {1}{p_{1}}}+\ldots +{\frac {1}{p_{m}}}=1}
Allora:
{\displaystyle \left(\sum _{i=1}^{n}a_{1i}\cdot \ldots \cdot a_{mi}\right)\leq \left(\sum _{i=1}^{n}a_{1i}^{p_{1}}\right)^{\frac {1}{p_{1}}}\cdot \ldots \cdot \left(\sum _{i=1}^{n}a_{mi}^{p_{m}}\right)^{\frac {1}{p_{m}}}}
Una conseguenza importante di questa generalizzazione porta ad un primo risultato di immersione tra spazi {\displaystyle L^{p}}, la disuguaglianza di interpolazione. Se:
{\displaystyle f\in L^{p}\cap L^{q}}
allora {\displaystyle f\in L^{r}} per ogni {\displaystyle p\leq r\leq q} e:
{\displaystyle \|f\|_{r}\leq \|f\|_{p}^{\alpha }\|f\|_{q}^{1-\alpha }}
con {\displaystyle \alpha \in [0,1]} tale che:
{\displaystyle {\frac {1}{r}}={\frac {\alpha }{p}}+{\frac {1-\alpha }{q}}}